# Coloradoïte
La coloradoïte est  un minéral de la classe des sulfures et du groupe de la sphalérite. Il a été nommé ainsi en 1877 par Frederick Genth, d'après l'État américain du Colorado.

## Caractéristiques
C'est un tellurure de mercure, avec des impuretés fréquentes de plomb. Elle cristallise dans le système cubique, généralement de manière massive ou granulaire. Sa dureté sur l'échelle de Mohs est de 2,5, avec une cassure inégale. En plus d'être un minerai de mercure recherché industriellement, elle est recherchée dans l'exploitation minière comme minéral indice parce qu'elle est habituellement associée à des gisements d'or et d'argent.

## Classification
Selon la classification de Nickel-Strunz, la coloradoïte appartient à "02.CB - Sulfures métalliques, M:S = 1:1 (et similaires), avec Zn, Fe, Cu, Ag, etc.", avec les minéraux suivants : hawleyite, métacinabre, polhémusite, sakuraiite, sphalérite, stilléite, tiemannite, rudashevskyite, chalcopyrite, eskebornite, gallite, haycockite, lénaïte, mooihoekite, putoranite, roquésite, talnakhite, laforêtite, černýite, ferrokësterite, hocartite, idaïte, kësterite, kuramite, mohrite, pirquitasite, stannite, stannoïdite, velikite, chatkalite, mawsonite, colusite, germanite, germanocolusite, nekrasovite, stibiocolusite, ovamboïte, maikainite, hémusite, kiddcreekite, polkovicite, reniérite, vinciennite, morozeviczite, catamarcaïte, lautite, cadmosélite, greenockite, wurtzite, rambergite, buseckite, cubanite, isocubanite, picotpaulite, raguinite, argentopyrite, sternbergite, sulvanite, vulcanite, empressite et muthmannite.

## Formation et gisements
On la trouve dans des zones hydrothermales, dans des veines de métaux précieux et d'autres minéraux de tellure. Elle est généralement associée à d'autres minéraux tels que la tétraédrite, la tennantite, la sphalérite, la pyrrhotite, la pyrite, la petzite, la krennerite, l'or, la galène, la chalcopyrite, la calavérite et l'altaïte.